# Otto von Bismarck
Otto Eduard Leopold von Bismarck-Schönhausen, duc de Lauenburg i príncep de Bismarck (Schönhausen, 1 d'abril de 1815; Friedrichsruh, 30 de juliol de 1898), va ser un estadista i polític prussià i després alemany.
Va ser al mateix temps Ministre-President del regne de Prússia del 1862 al 1890, canceller de la confederació d'Alemanya del Nord de 1867 a 1871, abans d'esdevenir canceller del nou Imperi alemany el 1871, càrrec que va ocupar fins al 1890, tot i conservant la seva posició com a ministre-president de Prússia. Té un paper determinant en la unificació alemanya.
Al començament de la seva carrera política, Bismarck es va fer un nom en defensar els interessos dels junkers, petita noblesa prussiana, la qual era part del sector conservador. Va ser nomenat ministre-president de Prússia el 1862. Dins el conflicte constitucional prussià, va lluitar contra els liberals per mantenir la primacia de la monarquia. També ministre d'Afers estrangers, va provocar la guerra dels Ducats i la guerra austroprussiana entre el 1864 i el 1866 i, per tant, va imposar la supremacia de Prússia a Alemanya. La guerra francoprussiana del 1870 resol la qüestió alemanya aplicant la solució petita-alemanya, defensada per Prússia, i condueix a la unificació alemanya el 1871. Després, en termes de política exterior, tracta d'establir un equilibri entre les grans potències europees a través d'un sistema d'aliances.
En política interna, a partir del 1866, Bismarck es va unir primer als liberals moderats, fet que va conduir a la votació de moltes reformes, com la institució del matrimoni civil, que trobava la resistència dels catòlics, els quals s'hi van oposar fermament instituint la política de Kulturkampf. Des de 1878 es va separar dels liberals i va tornar a aliar-se amb els conservadors. Durant aquesta fase, es promulguen les lleis del proteccionisme i l'intervencionisme estatal. També es crea un sistema de seguretat social. La dècada del 1880 està marcada principalment per lleis antisocialistes. El 1890, les diferències d'opinió de Bismarck amb el nou emperador Guillem II van portar a la seva marxa.
Després de la seva dimissió, Bismarck continua exercint un paper polític, criticant l'acció del seu successor. També escriu les seves memòries, que influeixen fortament en la imatge de l'opinió pública alemanya.
Fins a mitjan segle xx, els historiadors alemanys jutgen en la seva gran majoria la seva acció d'una manera positiva, essent aquesta, en aquest període nacionalista, associada amb la unificació d'Alemanya. No obstant això, després de la Segona Guerra Mundial, els crítics van augmentar: va ser acusat de ser responsable, com a fundador de l'Imperi alemany, del fracàs de la democràcia a Alemanya. Altres enfocaments més moderns de la història, però, intenten posar l'acció de Bismarck, amb les seves virtuts i defectes, en el context del seu temps amb l'estructura política que hi havia aleshores.

## Biografia

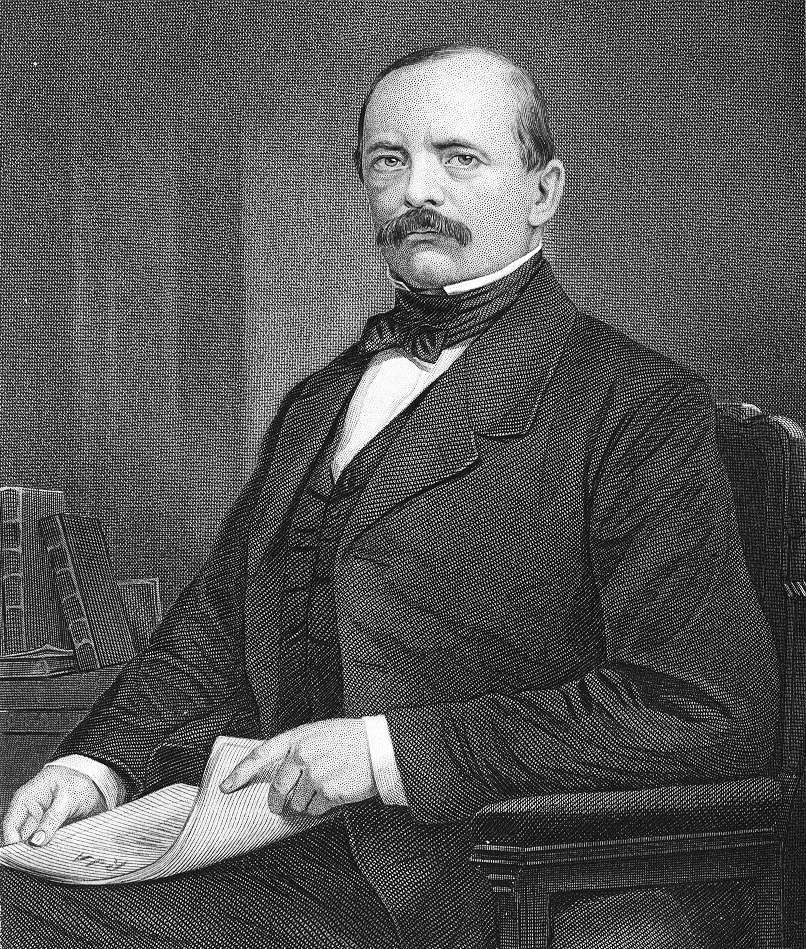
Bismarck el 1873

Pertanyia a una família de Junker, la petita noblesa agrària alemanya. El seu pare, Karl Wilhelm Ferdinand von Bismarck, obligà el jove Otto a estudiar Dret. Passà una joventut despreocupada i plena de mostres d'immaduresa. Ingressà a l'administració prussiana el 1835, concretament, a la prefectura d'Aquisgrà. El seu casament amb Maria von Thadden va fer centrar el cap al futur canceller i des d'aquell dia s'interessà per la política en la qual començà a iniciar-se.
Fou elegit diputat el 1847 en el parlament de Prússia; en un primer moment la seva actuació política prengué un to clarament conservador: va ser partidari de reprimir el moviment revolucionari del 1848 i amb habilitat acceptà el fre d'Àustria a una primera forma d'unitat nacional alemanya (Olmütz, 1850). Evolucionà del conservadorisme a ultrança cap a posicions més diplomàtiques i es lliurà a la causa de la unificació alemanya (segon Reich). Al setembre del 1862 esdevingué primer ministre i ministre d'afers estrangers de Guillem I de Prússia.
Les discòrdies sorgides entre Viena i Berlín, aprofitades per Bismarck, desembocaren en la Guerra austroprussiana: la batalla de Sadová (Königgratz), el 1866, fou netament favorable a les tropes prussianes de Moltke (Bismarck havia aïllat Àustria i s'havia aliat amb França i amb Itàlia). Així Prússia aconseguí una clara hegemonia mitjançant la creació de la Confederació d'Alemanya del Nord i del Zollverein.
Després lluità i guanyà a les tropes de Napoleó III en l'anomenada Guerra francoprussiana (1870). La victòria sobre Àustria i contra França li van permetre cloure la unitat amb l'annexió a Alemanya d'Alsàcia i Lorena i de proclamar, el 18 de gener de 1871, Kàiser d'Alemanya el rei Guillem I de Prússia. Començava el Segon Imperi Alemany o Segon Reich. Bismarck en fou nomenat canceller i rebé el títol de príncep.
Fins a l'any 1871 la política exterior del canceller prussià ha estat ofensiva (Guerra austroprussiana i Guerra francoprussiana), però amb la consecució de la unitat del territori alemany passà a ser defensiva, mantenidora de l'ordre polític i territorial del continent. Els seus esforços s'orienten a evitar qualsevol canvi que pugui afectar la posició avantatjosa del jove Imperi. Per aconseguir aquest objectiu realitzarà complexes maniobres diplomàtiques que, a vegades, vorejaran la guerra. En primer lloc, per consolidar el mapa polític continental, aïllarà França, la nació vençuda que ha vist la pèrdua d'una part del seu territori (Alsàcia i Lorena), per impedir-ne la seva aliança amb altres Estats i vigilar la seva recuperació militar amb la fita d'obstaculitzar qualsevol actitud de revenja. Malgrat algunes oscil·lacions, la política exterior de Bismarck tindrà en tot moment com a referència principal l'aïllament de França, vacil·lant entre una política dura (1871-1875) i una altra conciliadora (1877-1885), per tornar a una altra tibant (1886-1889). Bismarck, contra l'opinió del seu Estat major, preferia no prologar l'ocupació del territori francès i aconseguir el ràpid pagament de les indemnitzacions de guerra i la consegüent evacuació perquè comptava que l'ocupació germànica despertava la simpatia internacional pel vençut. Bismarck procedí a una elaborada construcció diplomàtica per evitar la conjunció d'un gran poder marítim (Gran Bretanya) amb un gran poder continental (Rússia), que amb la presumpta enemistat francesa forjaria un cercle terrible al voltant d'Alemanya. Bismarck aconseguí mantindré a França aïllada, a Anglaterra, amiga; i a les potències potencialment antagonistes de l'Imperi austrohongarès i Rússia com aïllades.

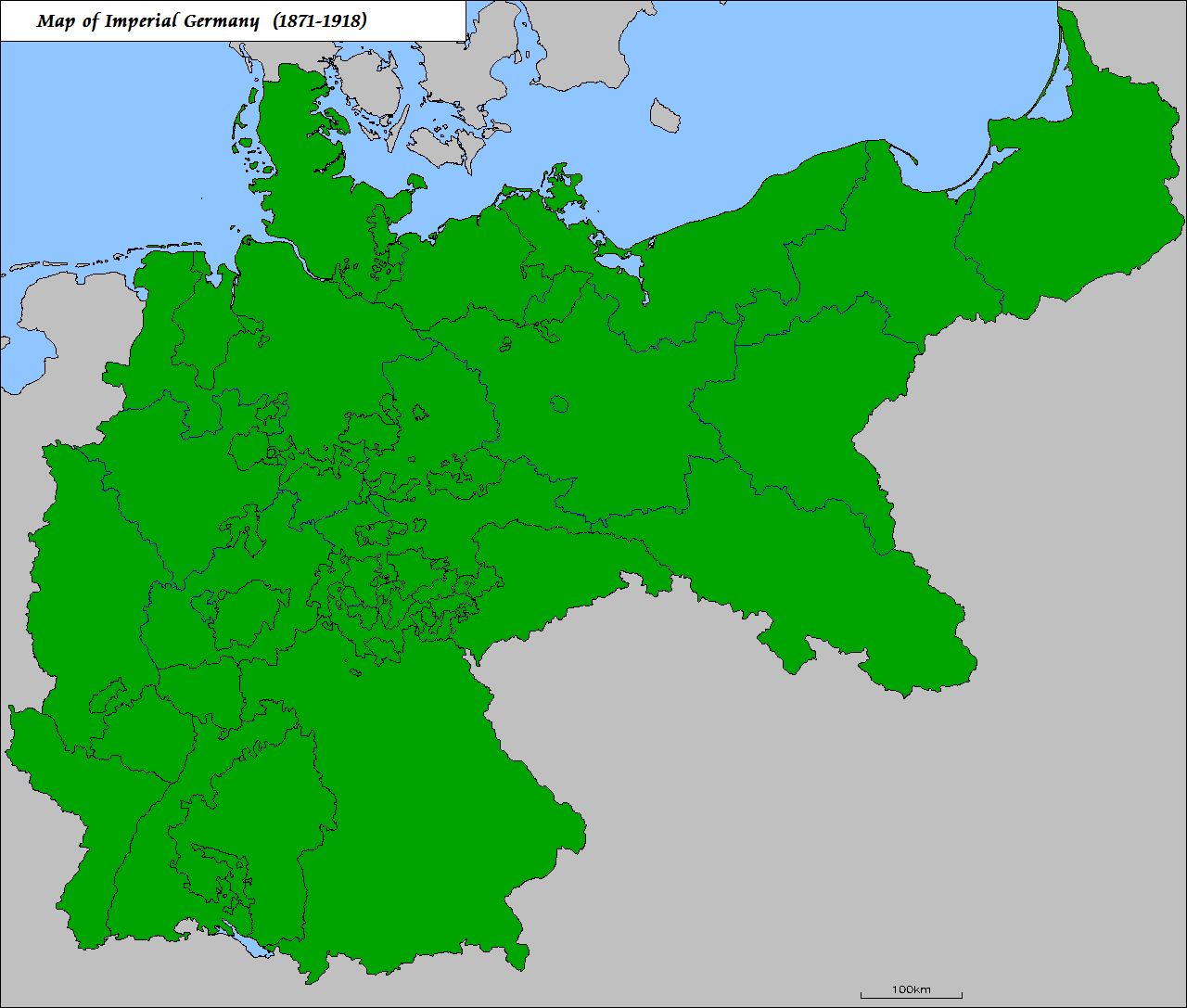
II Reich (1871-1918)

En política interior, del 1872 al 1880 Bismarck desencadenà el Kulturkampf ('lluita per la cultura') contra els catòlics, considerats adversaris de la unitat alemanya des del punt de vista del protestantisme prussià. En disconformitat amb el nou emperador Guillem II de Prússia, Bismarck dimití el 1890.
El canceller de ferro governà Alemanya com un veritable dictador, per bé que mantingué les formes democràtiques de la constitució de l'Imperi.

## Procés d'unitat alemanya (1862-1870)

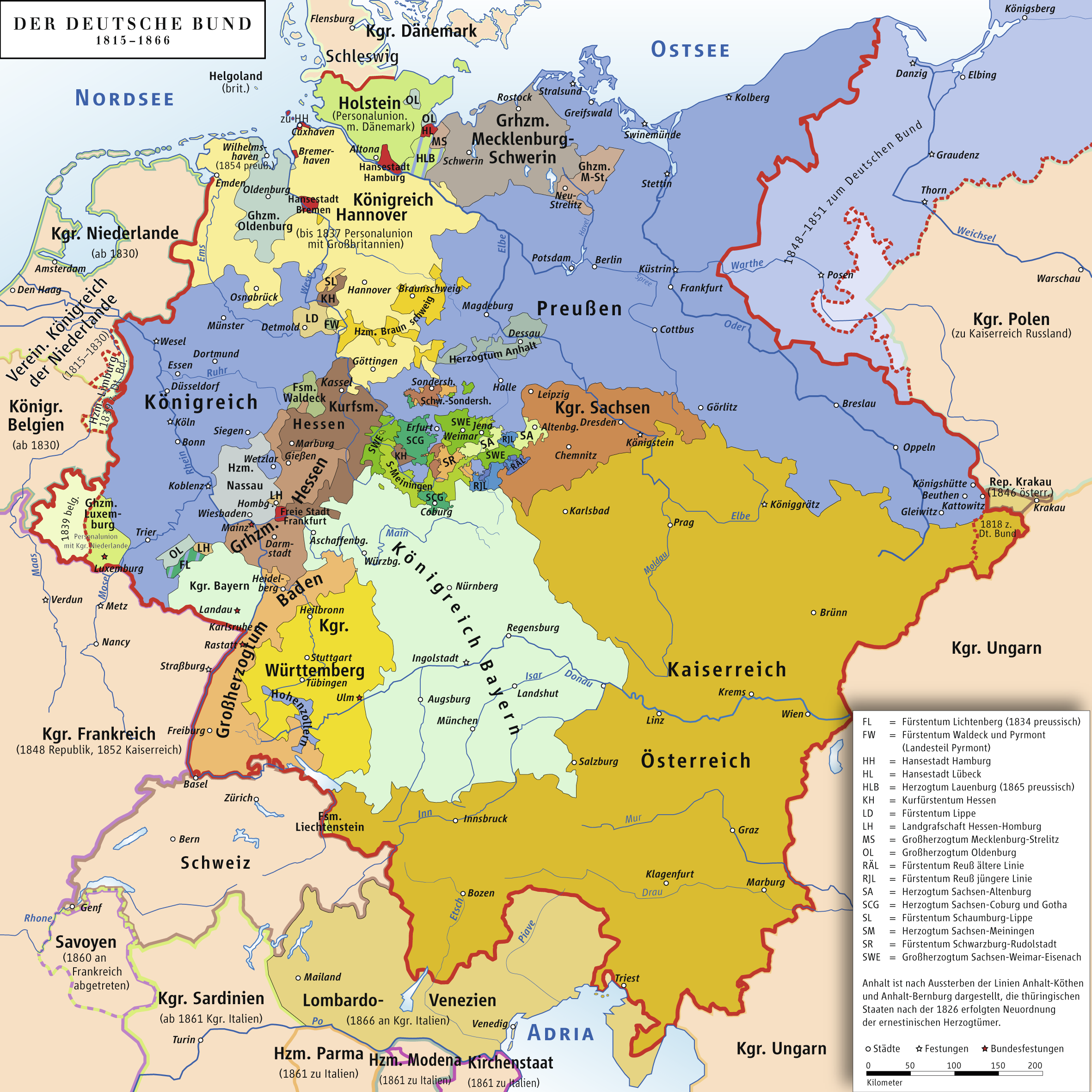
La Confederació Alemanya

En aquest període Bismarck es dedica a un objectiu fonamental: realitzar la unitat en benefici de Prússia i amb exclusió de l'Imperi Austríac Per aconseguir-lo va emprar la formació d'un ministeri fort que governa superant la crítica de l'oposició liberal, la perfecta reorganització d'un exèrcit poderós sota la direcció de Helmuth von Moltke, l'acció diplomàtica per garantir la neutralitat favorable a Prússia de França i Rússia, i aconseguir l'aïllament diplomàtic de l'Imperi austríac. Per fer-ho possible calgué realitzar tres guerres successives entre 1864 i 1870.

### Guerra dels Ducats
La primera ocasió es plantejà amb motiu de la qüestió dels ducats de Slesvig i Holstein contra Dinamarca, l'any 1864. Davant la voluntat del rei de Dinamarca d'incorporar aquests ducats al seu regne, El Protocol de Londres de 1852 havia disposat que Slesvig quedés unit al Ducat de Holstein, que era membre de la Confederació Germànica i von Bismarck va persuadir Francesc Josep I de la Casa d'Àustria per defensar junts el Protocol de Londres. Bismarck reclama a la Dieta de Frankfurt la intervenció militar. La ràpida victòria d'Àustria i Prússia a la Guerra dels Ducats comporta que Slesvig resti sota administració prussiana i Holstein sota la de l'imperi austríac. Aviat, però sorgiran diferències entre els dos estats administradors.

### Guerra austroprussiana

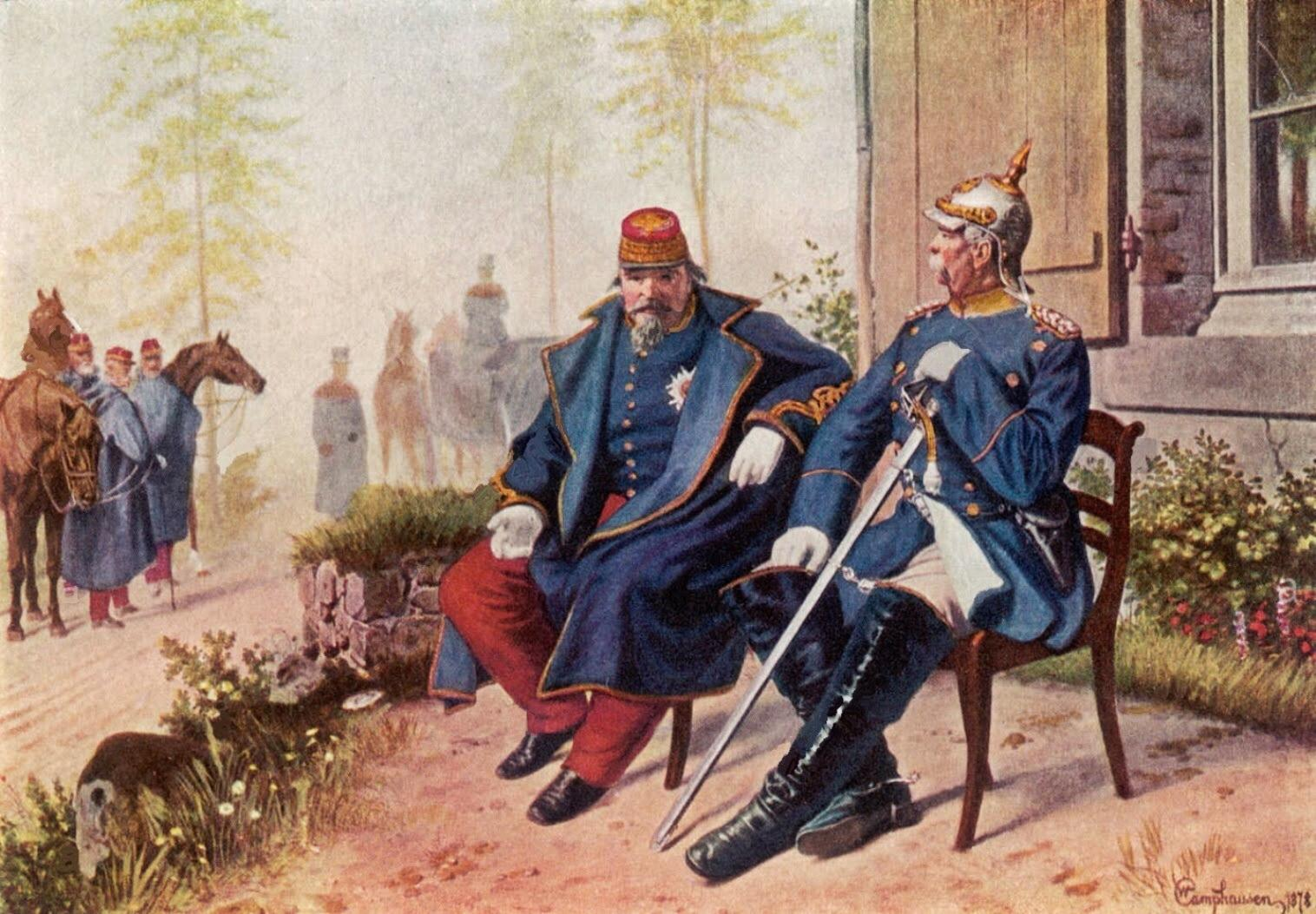
Bismarck i Napoleó III després de la derrota i captura del darrer.

Davant les diferències per l'administració dels ducats, Bismarck es reuneix amb Napoleó III per aconseguir la neutralitat de França i s'assegura l'aliança d'Itàlia que aspira a la incorporació de Venècia. El mes de juny de 1866, Bismarck demana l'exclusió de l'Imperi Austríac de la Confederació i ocupa Holstein. Aquest fet desencadena la Guerra austroprussiana. La iniciativa i les victòries corresponent als prussians i als seus aliats. La batalla de Sadowa (o Sadová) ocorreguda el 3 de juliol de 1866, va permetre un avanç considerable en el procés de la unificació alemanya, consolidant l'hegemonia prussiana dintre dels estats alemanys en detriment de l'Imperi Austríac. La pau de Praga, signada el mes d'agost de 1866, representa un gir important en la història d'Alemanya: Prússia s'annexiona Hannover, Hessen, Frankfurt i els ducats de Slesvig i Holstein; l'Imperi Austríac reconeix la dissolució de la Confederació Germànica i la seva exclusió de l'estat alemany; Itàlia, per la seva banda, aconsegueix de l'Imperi Austríac cessió del territori de Venècia; a més Bismarck conclou amb els estats del sud d'Alemanya -Regne de Baviera, Regne de Württemberg, Gran Ducat de Baden i Gran ducat de Hessen- un acord pel qual es restaura el Zollverein, o unitat econòmica i militar. En aquells moments, juliol de 1867, la Confederació alemanya engloba a 23 estats alemanys sota l'hegemonia prussiana. La Constitució donava una estructura federal a la unió, el seu president era el rei Guillem I de Prússia, el canceller federal era Bismarck, i disposava d'una Cambra triada per sufragi universal amb poders limitats, i d'un Consell federal on estaven representats els prínceps i les ciutats de la unió; el govern federal residia a Berlín, i l'exèrcit seguia el model prussià; la Constitució assegurava el predomini de Prússia a la Confederació. Amb aquestes mesures la unitat econòmica i militar de la petita Alemanya de 1848 estava ja realitzada a l'entorn de Prússia, mancava només la unitat política, per aquest motiu calia una guerra contra França.

### Guerra francoprussiana
L'ocasió per al conflicte es presentà amb motiu de la candidatura Hohenzollern al tron vacant d'Espanya, on Bismarck maniobra per aconseguir que Napoleó III aparegui com l'agressor. El 17 de juliol de 1870, França declara la guerra a Prússia i als estats alemanys aliats del sud. La Guerra francoprussiana es desenvolupa entre agost de 1870 i gener de 1871 i constitueix una victòria total de Bismarck: França resta aïllada diplomàticament i amb un exèrcit mal preparat, mentre Prússia disposa d'un magnífic exèrcit ben organitzat sota la direcció de Helmuth von Moltke i, a més, compta amb el suport dels estats alemanys del sud. El desenvolupament de la guerra és totalment favorable a Prússia. Després de la batalla de Sedan, Napoleó III capitula.
Amb la guerra francoprussiana, Bismarck aconsegueix el seu objectiu: la proclamació de l'Imperi Alemany (1871) amb la integració dels estats del sud amb la resta. El 18 de gener de 1871 és proclamat l'Imperi Alemany a Versalles, i Guillem I, emperador de l'Alemanya unificada, amb Bismarck de canceller. La França derrotada es reorganitza en una República i signa el tractat de pau de Frankfurt, que estipula la cessió de l'Alsàcia i la Lorena al nou estat alemany; el pagament d'indemnitzacions de guerra; i una garantia amb l'ocupació militar alemanya de departaments de nord-est.
D'aquesta manera, el 1871 s'estableix l'hegemonia alemanya sobre el continent europeu. La constitució imperial del mateix any fixa les característiques del nou Imperi: la delimitació territorial amb la unió federal de tots els estats, les institucions polítiques i administratives, els principis i els aspectes del federalisme i la unitat. Alemanya es fa gran: Berlín concentra la vida política del nou estat i actua com una de les grans capitals polítiques d'Europa; el desenvolupament econòmic s'intensifica fins a aconseguir que el nou estat sigui un dels grans gegants industrials i capitalistes; i en política internacional s'imposen els anomenats sistemes bismarckians.

## Els sistemes bismarckians

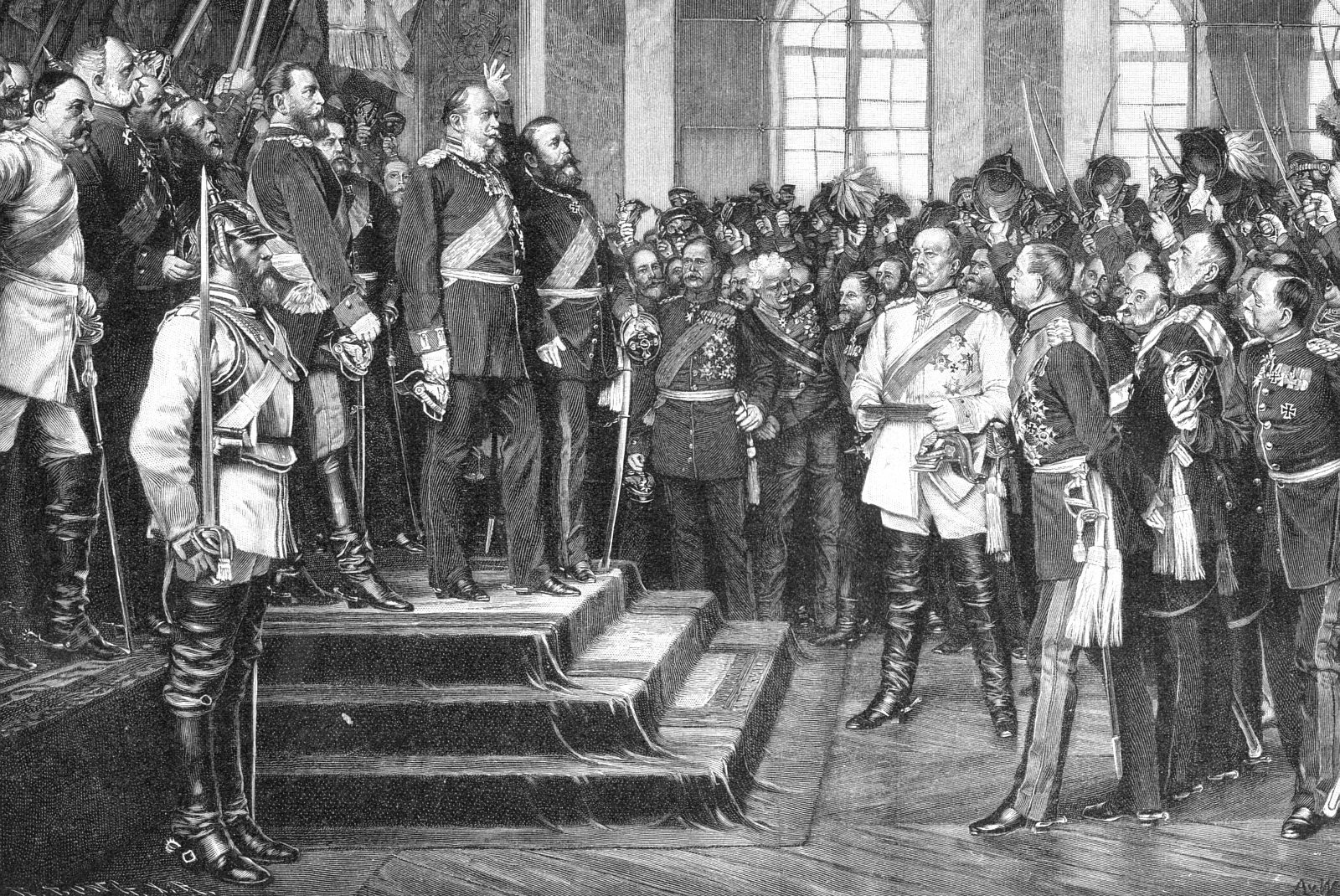
Proclamació de l'Imperi germànic, any 1871.

Des de la proclamació del Segon Reich el 1871 Bismarck esdevingué l'àrbitre de la política internacional europea gràcies als seus sistemes. Aquests eren estratègies diplomàtiques d'aliances encaminades fonamentalment a aïllar França, i se'n poden distingir tres.

### El primer sistema
Entre 1871 i 1878 s'estén el primer sistema de Bismarck, conegut com l'Aliança dels tres emperadors i integrat per Segon Reich alemany, l'Imperi Rus i l'Imperi Austrohongarès. El principal objectiu de Bismarck és protegir-se contra la Tercera República Francesa, a qui acaba d'humiliar a la guerra francoprussiana, i planteja aquest sistema diplomàtic com una aliança antirepublicana. Però la recuperació militar i econòmica francesa, que paga les compensacions de guerra abans del previst, posaran en perill el sistema.
D'altra banda, l'aliança també incloïa una convenció militar germano-russa i una convenció consultiva austro-russa, totes dues centrades en l'agitació balcànica, que enfrontava tradicionalment a l'Imperi Rus i l'Imperi Austrohongarès. De fet, el 1875 esclata la guerra russo-turca a causa d'un aixecament popular a Bòsnia i Hercegovina per part de les comunitats cristianes, descontentes amb el domini d'un imperi musulmà, l'Imperi Otomà. Aquest estava en procés de descomposició i era conegut com el «malalt d'Europa», però en aquest conflicte va comptar amb el suport britànic, mentre que els bosnians van tenir el de Rússia. El 1878 s'estableix el Tractat de San Stefano, pel qual es creava una Gran Bulgària prorussa i la Gran Bretanya ocupava Xipre, cosa que va provocar la total oposició austríaca.
Al Congrés de Berlín d'aquell mateix any, amb arbitratge alemany, es va revisar el Tractat de San Stefano, i la Gran Bulgària va desaparèixer, dividint-se en dos territoris: Romèlia i Bulgària, i es van crear els estats de Sèrbia i Montenegro alhora que s'establia l'àrea d'influència de l'Imperi Austrohongarès sobre Bòsnia i Hercegovina. Com a conseqüència, l'Imperi Rus observa el Segon Reich alemany com una traïdora, i el descontentament eslau augmenta encara més. Tot plegat farà que Bismarck ha de triar entre els seus dos aliats, optant per l'Imperi Austrohongarès.

### El segon sistema
La base fonamental del nou sistema, que durarà entre 1878 i 1884, serà l'anomenada Doble Aliança, entre el Segon Reich alemany i l'Imperi Austrohongarès, que de fet arribarà fins al 1918, però Bismarck també aconseguirà establir la Triple Aliança, que inclourà al Regne d'Itàlia i que durarà gairebé fins a la Primera Guerra Mundial. Altres estats menors s'afegiran a aquest sistema, com ara Romania, buscant seguretat, i alhora Bismarck cercarà la inserció d'Itàlia al sistema de la Triple Aliança. Però l'aposta del canceller per l'Imperi Austrohongarès l'enfrontarà amb el mateix kàiser, amic personal del tsar i qui preferia una aliança amb Rússia.

### El tercer sistema
Des de 1884 i fins a la caiguda del canceller, el 1890, Bismarck emprarà el seu tercer sistema, una remodelació del segon. L'enèsim xoc entre Àustria i Rússia farà que la renovació de l'Aliança dels tres emperadors sigui especialment feble, però ara Alemanya tindrà l'adhesió indirecta de la Gran Bretanya, enfrontada amb la Tercera República Francesa per la qüestió egípcia i interessada en les pretensions italianes als Balcans.
Però la diplomàcia funcionarà en secret, i a la mateixa manera que el Reich signa un tractat amb l'Imperi Austrohongarès i Romania contra Rússia, signa també un tractat amb l'Imperi Rus contra l'Imperi Austrohongarès. A més de l'objectiu constant en la política bismarckiana d'isolar la Tercera República Francesa, ara també es busca neutralitzar Rússia.
Però el nou kàiser Guillem II volia una política imperial colonialista, mentre que Bismarck considerava més important la política europea. L'enfrontament va fer que el canceller dimitís, i cap dels seus successors no va tenir l'habilitat que ell havia tingut.

## Bismarck i el colonialisme

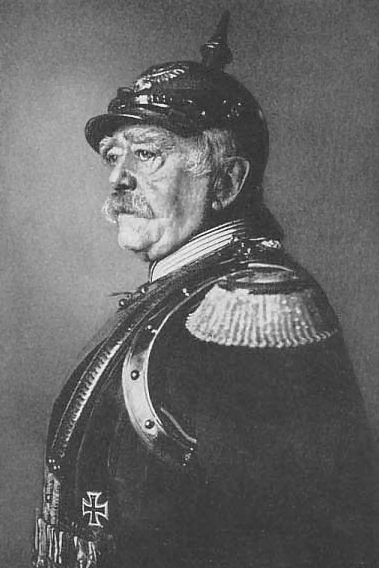
Bismarck el 1894

El canceller germànic concentrà la seva atenció en l'equilibri del continent europeu, mentre la resta de les grans potències orientaven la seva activitat cap a la formació d'un imperi colonial. L'opinió inicial de Bismarck era contrària a les empreses colonials perquè Alemanya no disposava d'un potencial naval per controlar-les. Per altra banda, mentre altres potències consideraven l'activitat colonitzadora com una fórmula per suavitzar la pressió demogràfica, Bismarck contemplava amb recel les migracions i considerava que una població nombrosa a la metròpoli era indispensable per mantenir un paper rellevant en l'escena internacional. Els avantatges econòmics tampoc no eren evidents i, sobretot, l'amistat amb Anglaterra, requisit indispensable del sistema diplomàtic continental, podia refredar-se si apareixien tensions colonials. Per altra banda, no es podia ignorar les peticions colonialistes que formulaven des dels anys 60 els comerciants d'Hamburg. I, a més, cap a la fi de la dècada de 1870, la crisi econòmica, les tensions socials i una major pressió (com la Societat Colonial, per exemple) inclinaren al canceller a revisar la seva postura, assenyalant però que hauria de tractar-se d'una expansió limitada i que no suposes compromisos financers per l'Estat.
L'activitat colonitzadora alemanya es desenvolupa en quatre zones: al golf de Guinea amb els protectorats de Togo i Camerun; al sud-oest africà es projecta l'explotació de mines de coure; a l'Àfrica Oriental Alemanya es recorren les regions ubicades davant l'illa de Zanzíbar; a Oceania es proclama la sobirania sobre el nord-est de Nova Guinea i l'arxipèlag de Nova Bretanya, anomenat arxipèlag de Bismarck en honor del canceller.
A petició de Portugal, convoca i organitza entre els anys 1884-1885 la Conferència de Berlín, que defineix els drets colonials i regula els dominis sobres les conques dels grans rius, i sobretot, del riu Congo. Bismarck s'erigeix en l'àrbitre de les qüestions colonials que donarien pas a la cursa per l'Àfrica, però al preu de refredar les relacions amb Londres i apropar el govern anglès al francès.

## Fissures i ruïna del sistema diplomàtic de Bismarck
La bastida diplomàtica muntada per Bismarck era complexa i alguns dels signataris de les aliances compostes per Berlín tenien interessos oposats, com fou el cas de Rússia i l'Imperi Austrohongarès als Balcans, i en menor mesura, d'Itàlia i l'esmentat Imperi austrohongarès a l'Adriàtic. La preeminència austríaca en els Balcans, després del Congrés de Berlín de 1878, havia de provocar inquietud a Rússia. Viena penetrà successivament en Bòsnia, Sèrbia i Bulgària. L'imperi austrohongarès havia obtingut l'administració provisional de Bòsnia-Hercegovina, i aviat, i malgrat els sentiments populars favorables als eslaus del poble serbi, les autoritats de Belgrad firmaren acords amb els vienesos per al lliure pas de mercaderies i la construcció de les vies de ferro necessàries per a l'enllaç entre Constantinoble i Tessalònica. L'any 1882, el príncep Milan Obrenović obté el reconeixement com a rei, i Sèrbia es converteix en un regne protegit per l'Imperi austrohongarès. L'any 1886 s'ofereix la corona de Bulgària a Ferran de Saxònia-Coburg Gotha, considerat un vassall de l'Imperi austrohongarès. Rússia perd tot el suport en els Balcans, el sistema dels Tres Emperadors està servint als interessos de l'Imperi Austrohongarès.
El mes de març de 1887 es complia el termini de vigència de la Tiple Aliança i un mes abans es procedeix a la seva renovació, ara amb caràcter més ofensiu i amb algunes concessions a Itàlia, que la vinculen manera més forta amb els seus aliats: compromís alemany d'ajut militar en cas de conflicte amb França en el Nord d'Àfrica, compromís austrohongarès d'oferiment de compensacions si es modifiqués l'statu quo dels Balcans en benefici de Viena. D'aquesta manera es va dibuixant la situació diplomàtica dels primers anys del segle xx fins a l'esclat de la Gran Guerra, on Roma s'ancora vers l'eix Berlín-Viena, mentre Sant Petersburg se'n desenganxa progressivament.
Encara Bismarck efectuà un darrer intent d'afirmació de l'aliança amb Rússia: Bismarck signà en secret un tractat el 1887 que estipulava la neutralitat russa si França atacava Alemanya i la neutralitat d'Alemanya si l'Imperi austrohongarès atacava a Rússia, alhora que Berlín donava suport diplomàtic a Rússia en la qüestió búlgara. La fragilitat de l'acord, i la ruptura de Bulgària, anuncien la fi del sistema bismarckià.
En resum, la política internacional del «canceller de ferro» se sustentà sobre tres pilars:
1. Aliança amb les potències d'Itàlia i l'Imperi Austrohongarès. La incorporació de Roma suposà l'ajornament de les aspiracions territorials italianes.
2. Harmonia amb Londres, fonamentada en una política colonial prudent; concòrdia que es trencà amb la puixança econòmica d'Alemanya que la convertí en un rival de la Gran Bretanya.
3. Amistat amb Rússia. Bismarck maniobrà per mantenir vigent el tractat dels Tres emperadors, però els lligams financers entre Rússia i França portaren a una entesa cordial franco-russa ja l'any 1891, un any després de la caiguda de Bismarck. Aquest fet marca la fi de la bastida diplomàtica bismarckiana.

Segons René Guillén, l'obra de Bismarck ofereix dues vessants: la geopolítica i la ideològica. Pel que fa a la primera, Alemanya s'esforça per impedir la guerra en dos fronts, la conjunció de l'enemic tradicional, França, amb l'Imperi dels Tsars; el seu major problema és la col·lisió d'interessos balcànics entre l'Imperi austrohongarès i Rússia. Des del punt de vista ideològic Berlín fou un símbol de la ideologia conservadora, monàrquica, defensora de l'ordre; en contraposició la III República Francesa representaria el nou ordre laic. Malgrat els esforços de la diplomàcia prussiana per presentar França com la gran amenaça per a Europa, en el fons les seves postures s'inspiraven en interessos estatals, com la retenció d'Alsàcia i Lorena o els esforços per impedir la resurrecció militar francesa. En qualsevol cas, els sistemes bismarckians aconseguiren mantenir la precària pau europea durant la segona meitat del segle xix.

## Darrers anys

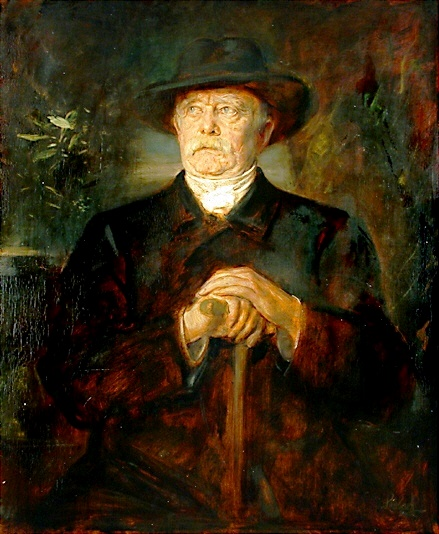
Un retrat de Bismarck vell, vers 1895

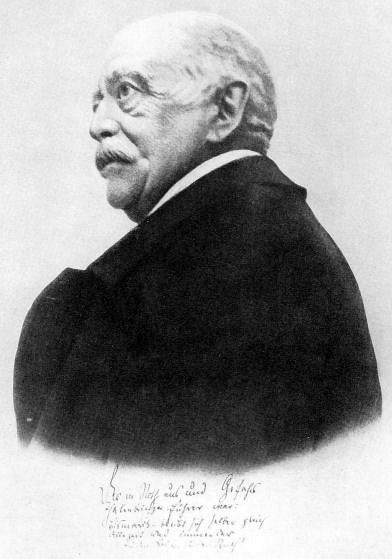
Bismarck en el seu 80 aniversari (1 d'abril de 1895)

El 1888, l'emperador alemany Guillem I, va morir deixant el tron al seu fill, Frederic III. Però el nou monarca ja estava patint d'un càncer de gola incurable, i va morir després d'un regnat de només tres mesos. Va ser substituït pel seu fill, Guillem II. El nou emperador es va oposar a la curosa política exterior de Bismarck, preferint l'expansió vigorosa i ràpida.
Els conflictes entre Guillem II i el seu canceller aviat varen enverinar la seva relació. Bismarck creia que podia dominar Guillem, i va mostrar poc respecte per les seves polítiques en la dècada de 1880. La seva separació definitiva es va produir després que Bismarck va tractar de posar en pràctica les lleis anti-socialistes a començament dels anys 1890. La majoria Kartell en el Reichstag, de l'amalgama entre el Partit Conservador i Partit Liberal Nacional, estava disposada a fer la majoria de les lleis permanents. Però estava dividit sobre la llei que donava a la policia la facultat d'expulsar els agitadors socialistes de les seves llars, un poder utilitzat en excés, de vegades contra els opositors polítics. Els liberals es van negar a fer aquesta llei permanent, mentre que els conservadors van donar suport només a la totalitat del projecte de llei, i van amenaçar i, finalment ho van fer, de vetar tota la llei, ja que Bismarck no estaria d'acord en un projecte de llei modificat.
Mentre el debat continuava, Guillem es va mostrar cada cop més interessat en els problemes socials, especialment el tractament dels treballadors miners que es van declarar en vaga el 1889, i d'acord amb la seva política activa en el govern, habitualment interrompia Bismarck en el Consell per deixar clara la seva política social. Bismarck estava fortament en desacord amb la política de Guillem i mirava d'evitar-la. Tot i que Guillem donava suport a la modificació del projecte de llei anti-socialista, Bismarck mirava d'aconseguir el seu suport per a vetar tota la llei. Però quan els seus arguments no van convèncer a Guillem, Bismarck es va posar nerviós i agitat fins que, estranyament, va mostrar els seus motius per tal de fer caure el projecte de llei: aconseguir una agitació dels socialistes fins a produir un violent enfrontament que pogués ser utilitzat com a pretext per a reprimir-los. Guillem va respondre que no estava disposat a obrir el seu regnat amb una campanya sagnant contra els seus propis súbdits. L'endemà, després d'adonar-se del seu error, Bismarck va tractar d'arribar a un acord amb Guillem, en acceptar la seva política social cap als treballadors industrials, i fins i tot va proposar un Consell Europeu per a discutir les condicions de treball, presidit per l'emperador d'Alemanya.
Tot i això, un gir dels esdeveniments va conduir al seu allunyament de Guillem. Bismarck, sentint-se pressionat i poc apreciat per l'Emperador i fustigat pels ambiciosos adversaris, es va negar a signar una proclama sobre la protecció dels treballadors, juntament amb Guillem, com requeria la Constitució alemanya, en protesta per la ingerència cada vegada més gran de Guillem sobre l'autoritat abans inqüestionable de Bismarck. Bismarck també va treballar entre bastidors per trencar el Consell Continental de treball en el qual Guillem havia posat el seu cor.
La ruptura final va arribar quan Bismarck va buscar una nova majoria parlamentària, amb el seu Kartell votat des del poder aconseguit pel fracàs del projecte de llei anti-socialista. La resta de forces al Reichstag va ser el Partit de Centre Catòlic i el Partit Conservador. Bismarck desitjava formar un nou bloc amb el Partit del Centre, i va convidar a Ludwig Windthorst, el líder parlamentari per discutir una aliança. Això seria la darrera maniobra política de Bismarck. Guillem estava furiós en saber sobre la visita de Windthorst. En un estat parlamentari, el cap de govern depèn de la confiança de la majoria parlamentària, i té el dret a formar coalicions per garantir les seves polítiques amb una majoria. No obstant això, a Alemanya, el Canceller depenia només de la confiança de l'emperador, i Guillem creia que l'emperador tenia el dret a ser informat abans de la reunió del seu ministre. Després d'una acalorada discussió a l'oficina de Bismarck, Guillem, a qui Bismarck va mostrar una carta del tsar Alexander III que el descrivia com un "noi mal educat", Guillem va esclatar i després va ordenar l'anul·lació de l'Ordre Ministerial de 1851, que prohibia al Gabinet de Ministres informar directament al rei i requeria que es fes a través del Primer Ministre. Bismarck, forçat per primera vegada a una situació que no podia utilitzar a favor seu, va escriure una irritada carta de renúncia, denunciant la ingerència de Guillem a la política exterior i domèstica, que es va publicar després de la mort de Bismarck. Va resultar que Bismarck es va convertir en la primera víctima de la seva pròpia creació, i quan se'n va adonar, el seu acomiadament era imminent.

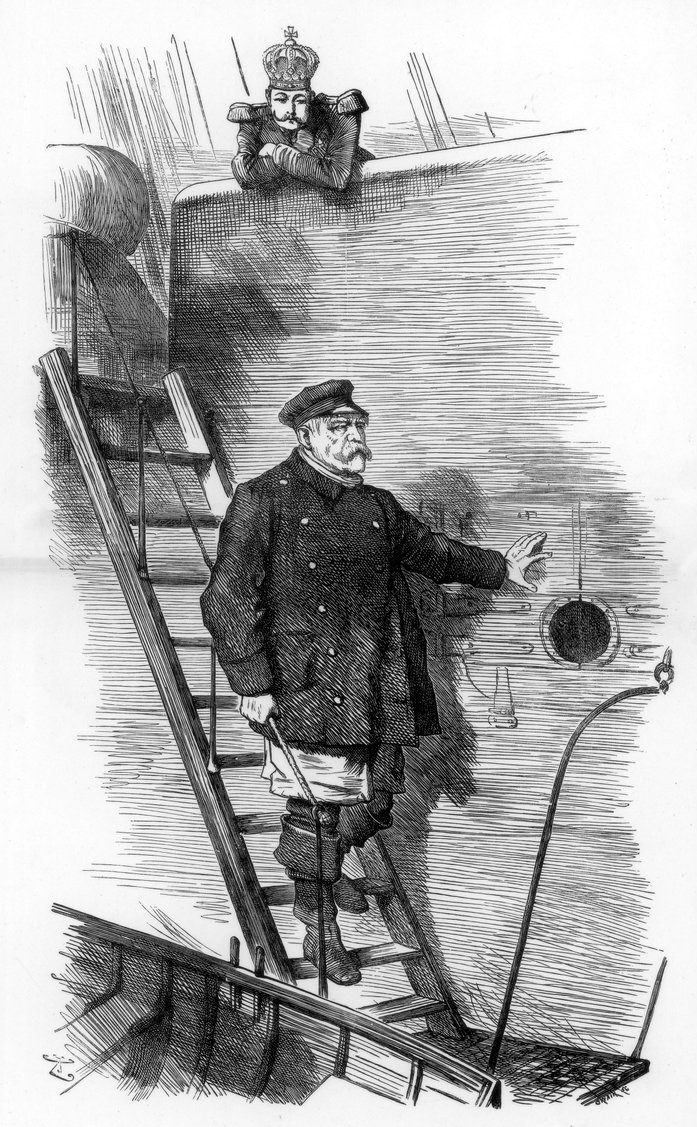
Dropping the pilot, un còmic de crítica política que mostra a una caricatura de Bismarck abandonant el vaixell de la nació

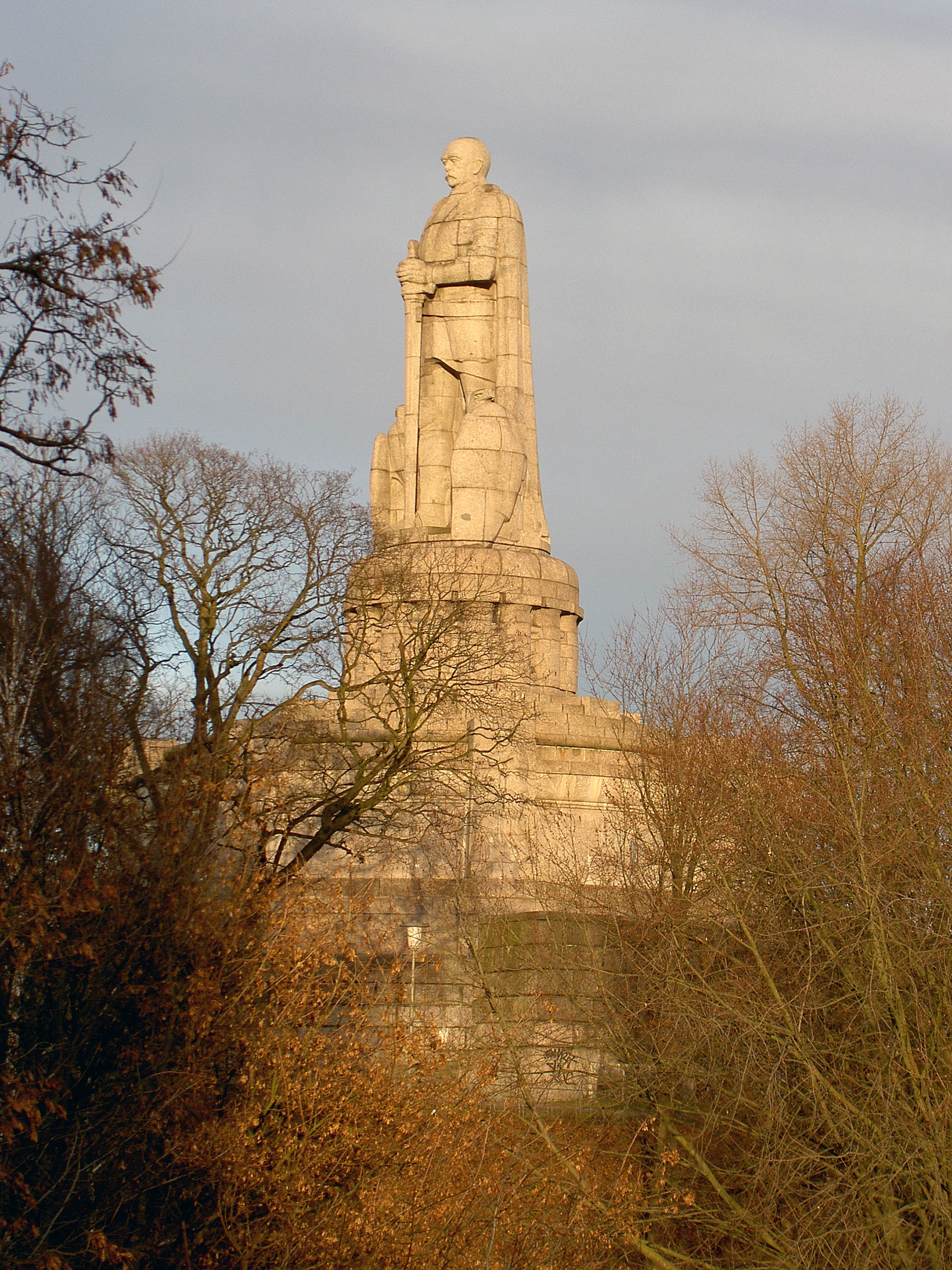
Monument a Bismarck, Hamburg.

Bismarck, va dimitir davant la insistència de Guillem II el 1890, als 75 anys, substituït com a Canceller d'Alemanya i Ministre-President de Prússia per Leo von Caprivi. Bismarck va marxar promogut al rang de "coronel general amb la dignitat de mariscal de camp" (anomenada així perquè l'exèrcit alemany no va nomenar Mariscals de Camp en temps de pau). A més va rebre el nou títol de duc de Lauenburg, amb el qual ironitzava que "seria útil per viatjar d'incògnit". Aviat va ser elegit pel Partit Liberal Nacional en el Reichstag per a l'escó del vell Benigssen, i va mantenir, suposadament, el d'Hamburg. Va ser forçat a una segona votació pel seu rival socialdemòcrata, i en realitat mai va prendre possessió del seu escó. Molest i ressentit es va retirar a les seves terres a Varzin (en l'actual Polònia). Un mes després que la seva dona moris, el 27 de novembre de 1894, es va traslladar a Friedrichsruh prop d'Hamburg, esperant en va ser reclamat com assessor o conseller.
Així que va deixar el seu càrrec, els ciutadans van començar a alabar-lo i a recollir diners per a la construcció de monuments en honor seu, com el Bismarck Memorial o el Bismarck-Denkmal. Se li varen retre molts honors a Alemanya, molts edificis tenen el seu nom, alguns llibres sobre ell van ser best-sellers, i va ser pintat per Franz von Lenbach o CW Allers, entre d'altres.
Bismarck va passar els seus últims anys recopilant les seves memòries Gedanken und Erinnerungen (pensaments i records) en que critica i desacredita l'emperador. Va morir el 1898 amb 83 anys a Friedrichsruh, on està enterrat al mausoleu de Bismarck.
En la seva làpida està escrit: "Fidel servidor alemany del Kaiser Guillem I".

## Biografies
- Busch, Moritz. Bismarck: Some secret pages from his history, 2 volums, Macmillan (1898).
- Crankshaw, Edward. Bismarck. The Viking Press. (1981).
- Eyck, Erich. Bismarck and the German Empire. W. W. Norton & Company. (1964).
- Hiss, O.C. Bismarck: Gesetze und Würste. Sans Souci Druck (1931).
- Hollyday, F. B. M. Bismarck (Great Lives Observed), Prentice-Hall, (1970).
- Lerman, Katharine Anne. Bismarck: Profiles in Power. Longman, 2004. ISBN 0-582-03740-9.
- Ludwig, Emil, Wilhelm Hohenzollern: The last of the Kaisers, Nova York (1927a).
- Ludwig, Emil, Bismarck: The Story Of A Fighter, Little, Brown (1927b).
- Ludwig, Emil, Bismarck: Geschichte Eines Kämpfers, Paul Zsolnay Verlag (1932).
- Palmer, Alan. Bismarck, Charles Scribner's Sons. (1976).
- Otto Pflanze. Bismarck and the Development of Germany. 3 volums. (Princeton University Press, 1963-90).
- Werner Richter, Bismarck, G.P. Putnam's Sons, Nova York (1965).
- Stern, Fritz. Gold and Iron: Bismarck, Bleichröder and the Building of the German Empire. Penguin. (1977).
- Taylor, A. J. P. Bismarck: the Man and the Statesman. Alfred A Knopf, New York, (1969).
- Wehler, Hans-Ulrich "Bismarck's Imperialism 1862-1890" pages 119-155 de Past and Present, No. 48, agost del 1970.
- Thomas Weiberg: … wie immer Deine Dona. Verlobung und Hochzeit des letzten deutschen Kaiserpaares. Isensee-Verlag, Oldenburg 2007, ISBN 978-3-89995-406-7.